# Trachinus collignoni
Trachinus collignoni є видом риб родини Trachinidae, ряду Perciformes. Поширені у східній Атлантиці вздовж тропічних берегів західної Африки, біля Габону та Конго, можливо далі на південь. Морська тропічна демерсальна риба, сягає 15 см довжиною.